# Manuel Castells
Manuel Castells, španski sociolog, * 1942, Hellín, Albacete, Španija.